# Christoffer Pihlman
Christoffer Pihlman, född 30 oktober 1748 i Uddevalla, Göteborgs och Bohus län, död 21 mars 1780 i Hovförsamlingen, Stockholms stad, var en svensk cellist. Pihlman var cellist i Kungliga Hovkapellet åren 1773–1780.

## Biografi
Christoffer Pihlman föddes 30 oktober 1748 i Uddevalla. Han var son till organisten Sven Pihlman och Christina Tunström. Pihlman var mellan 1773 och 1780 anställd som cellist vid Kungliga hovkapellet i Stockholm. Pihlman avled 21 mars 1780. Efter Pihlmans död höll Carl Israel Hallman ett åminnelsetal över honom. Pihlman avled av lungsot 21 mars 1780 i Jakob och Johannes församling, Stockholm.
Han var enligt enligt samtida personer den största virtuosen på cello som Sverige hade haft.
Pihlman var bror till organisten Jonas Pihlman, kofferdikapten Christian Pihlman och en syster.

## Verk
- Andante grazioso i A-dur (arrangemang) för pianoforte.[7]